# Chatou

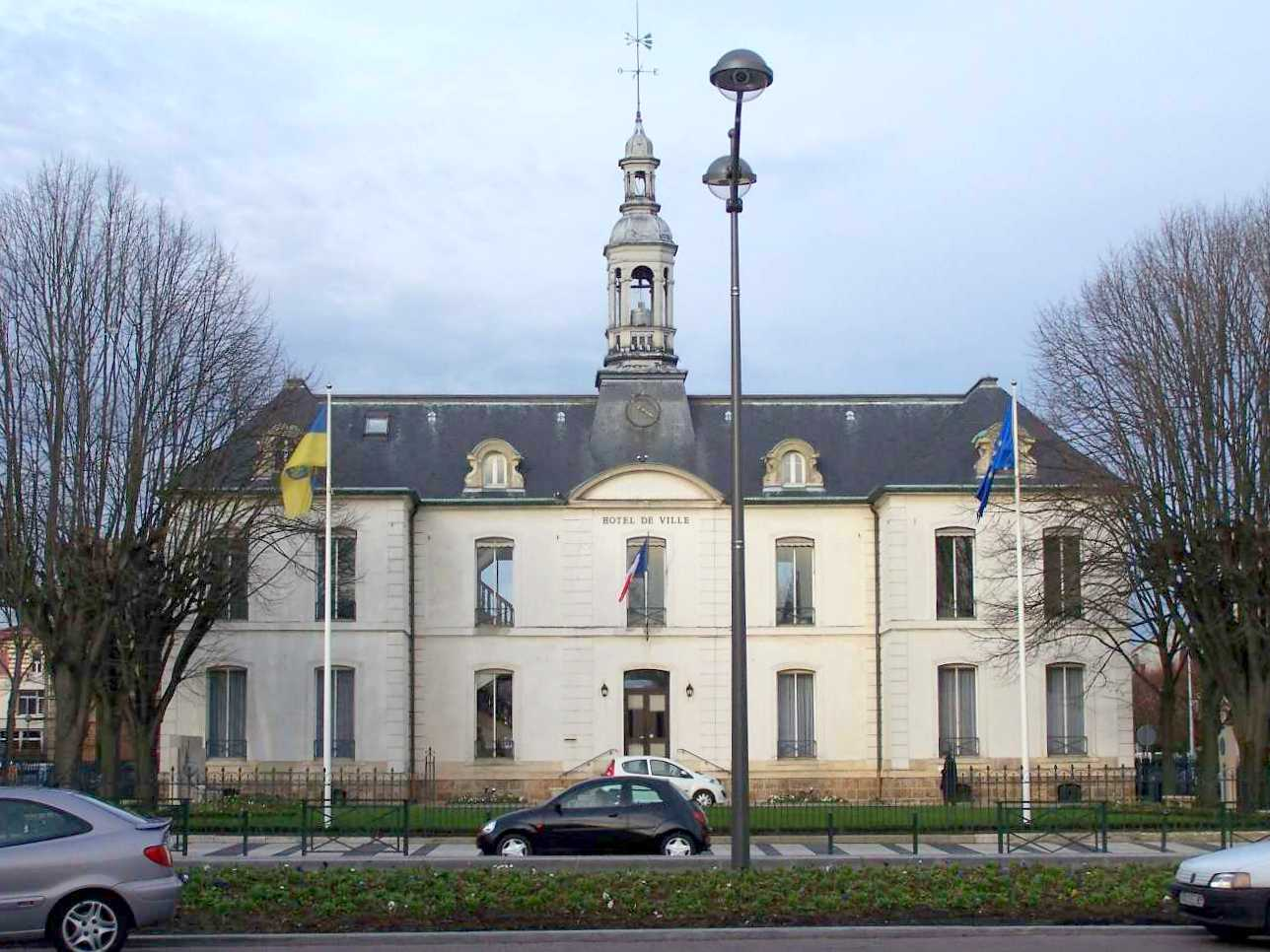
Rådhuset

Chatou är en kommun i departementet Yvelines i regionen Île-de-France i norra Frankrike. Kommunen ligger i kantonen Chatou som tillhör arrondissementet Saint-Germain-en-Laye. År 2022 hade Chatou 30 054 invånare.
Konstnären André Derain föddes i Chatou 1880.

## Befolkningsutveckling
Antalet invånare i kommunen Chatou
| Referens: INSEE |